# 馬馬利加

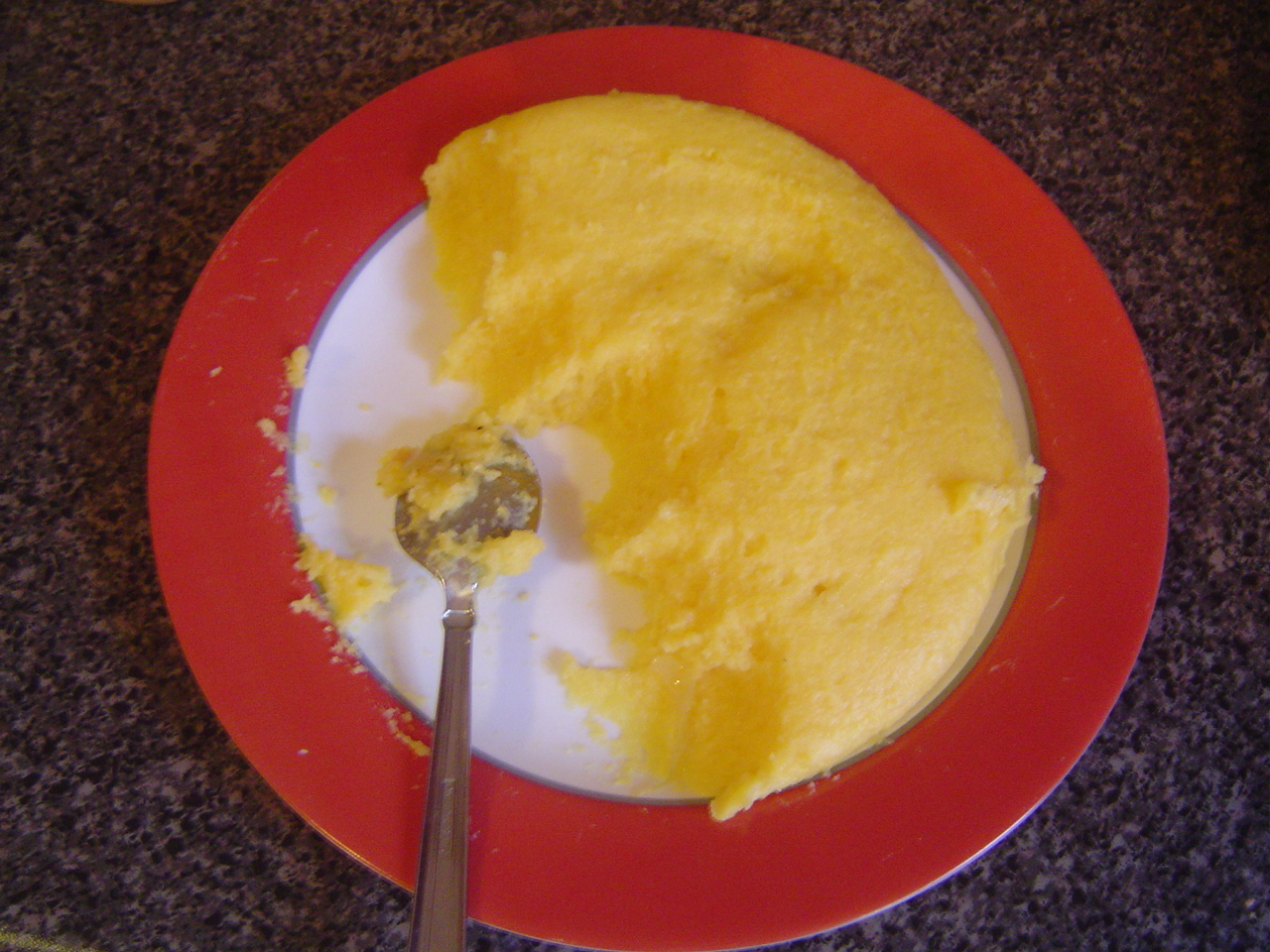
馬馬利加

馬馬利加（羅馬尼亞語發音：[məməˈliɡə] ⓘ，烏克蘭語：或Кулеша），是一種由粗碾黃色玉米粉製成的固態餬（與義大利式波倫塔近似），在羅馬尼亞（是其國家代表食物之一）、摩爾多瓦及附近巴爾幹地區、高加索山脈周圍、東加利西亞（或作東哈里奇納，位在烏克蘭西部與波蘭交界地區）是當地傳統食物。 
在羅馬尼亞人在17世紀開始種植玉米不久後，它成為農民的食物，並經常被用以替代麵包，或在貧窮的鄉村地區被作為主食。然而，近年來它開始成為高檔餐廳的上等菜餚之一。

## 外部鏈結
- 维基共享资源上的相關多媒體資源：馬馬利加
- 羅馬尼亞語Mamaliga球食譜 - hiloved.com （页面存档备份，存于）
- 羅馬尼亞傳統食物-馬馬利加食譜by yuyu - Cookpad